# Lajes (Seia)
Lajes é uma povoação portuguesa do Município de Seia, na antga província da Beira Alta, região do Centro e sub-região da Serra da Estrela, que foi sede da extinta Freguesia de Lajes, freguesia que tinha 4,41 km² de área e 273 habitantes (2011), e, por isso, uma densidade populacional de 61,9 hab/km².
A Freguesia de Lajes foi extinta e agregada à Freguesia de Tourais, criando-se a União das freguesias de Tourais e Lajes.
Hoje em dia a oeste encontra-se praticamente unida à povoação de Tázem que pertence à freguesia de Vila Nova de Tazem e a leste dista alguns quilómetros de Tourais.
Foi a primeira freguesia da zona a ter electricidade pela reivindicação dos seus habitantes que ao verem a sua freguesia ser atravessada pela linha de alta tensão de interligação com a rede europeia conseguiram essa contrapartida.
Notabiliza-se por ter um capela românica de uma beleza e simplicidade notáveis. Infelizmente e apesar da oposição de alguns habitantes e já no século XX o pároco local vendeu as estátuas do período.
Ao Sul esta freguesia tem um laje granítica conhecida como Laje de São Domingos e daí o seu nome.
Como toda a região alimentou a emigração portuguesa na várias vagas havidas no século XX, mas em particular na década de 1920 criou-se um núcleo de emigrantes em Fall River, Massachusetts, Estados Unidos

## População
| Totais e grupos etários | Totais e grupos etários | Totais e grupos etários | Totais e grupos etários | Totais e grupos etários | Totais e grupos etários | Totais e grupos etários | Totais e grupos etários | Totais e grupos etários | Totais e grupos etários | Totais e grupos etários | Totais e grupos etários | Totais e grupos etários | Totais e grupos etários | Totais e grupos etários | Totais e grupos etários |
| ----------------------- | ----------------------- | ----------------------- | ----------------------- | ----------------------- | ----------------------- | ----------------------- | ----------------------- | ----------------------- | ----------------------- | ----------------------- | ----------------------- | ----------------------- | ----------------------- | ----------------------- | ----------------------- |
|                         | 1864                    | 1878                    | 1890                    | 1900                    | 1911                    | 1920                    | 1930                    | 1940                    | 1950                    | 1960                    | 1970                    | 1981                    | 1991                    | 2001                    | 2011                    |
| Total                   | 397                     | 436                     | 468                     | 571                     | 583                     | 587                     | 502                     | 544                     | 595                     | 525                     | 415                     | 331                     | 294                     | 309                     | 273                     |

| 0-14 anos | 15-24 anos | 25-64 anos | 65 e + anos |
| 37 \| 37  | 36 \| 25   | 144 \| 122 | 92 \| 89    |
| +0%       | -31%       | -15%       | -3%         |

## Património
- Igreja românica — templo de exemplar simplicidade.
- Estátua em Homenagem aos soldados do ultramar.